# 增透膜

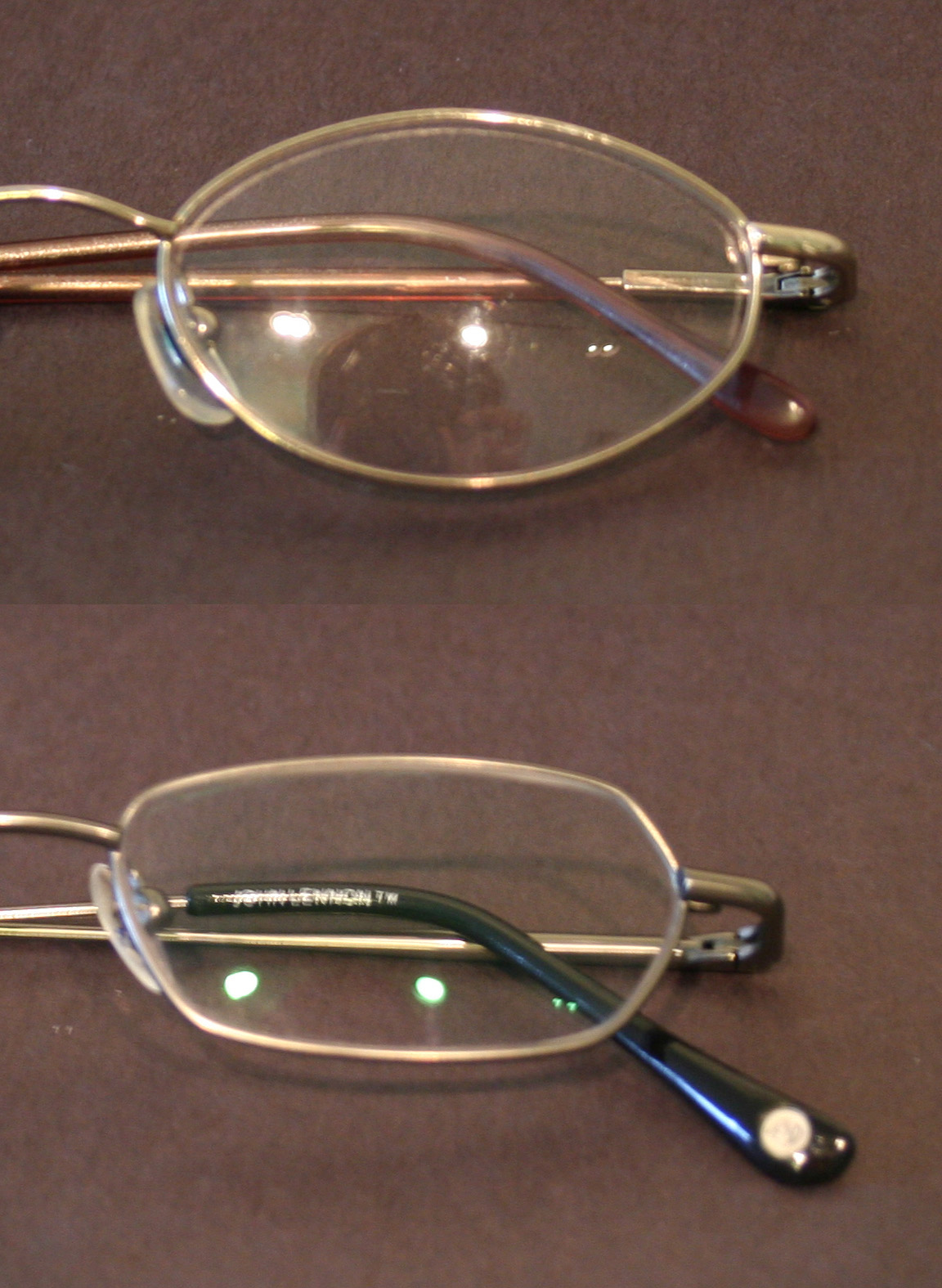
沒有鍍膜的眼鏡鏡片（上方）比鍍上增透模的眼鏡鏡片反射更多光波。特別注意到鍍膜的眼鏡鏡片的反射帶有些許顏色。

增透膜（英语：Anti-reflective coating，AR）是一种表面光学镀层，它通过减少光的反射以增加透过率。在复杂的光学系统中，它可以通过减少系统中的散射光来提高对比度，例如望远镜，这对天文学十分重要。其他方面，增透膜能减少暗处双筒望远镜的闪光。
很多涂层都包括了折射率不同的透明薄膜结构。薄膜的厚度决定其作用的反射光波长。当光线在增透膜上产生二次反射时，会和原反射光发生干涉，从而减弱反射光。而根据能量守恒，光的能量不变。因此当反射光减少时，透射光便增多。这就是增透膜的原理。一般，选择增透膜时需确定波长，如红外线，可见光以及紫外线。

## 制造工艺

### 涂层材料
氟化钙
氟化镁
氧化钛
硫化铅
硒化铅
乙烯基倍半硅氧烷杂化膜
金刚石薄膜

### 技术
真空镀膜
化学气相沉积
溶胶—凝胶法

## 应用

### （视力）校正镜片
配镜师會在眼鏡上鍍上增透膜，以減少反射，讓配戴者配戴後可以看的較清楚，其產生的炫光也會比較少，這對於夜间開車及在電腦螢幕前工作的人而言格外重要。炫光較少讓配戴者比較不會疲倦。增透膜讓讓較多的光可以通過眼鏡，增加視覺對比也提昇視力。
防反射的镜片和偏振片不同，偏振片會吸收太陽反射到物體表面（例如沙、水面及路面）的光。「防反射」一詞是指避免鏡片本身造成的光反射，不是避免由其他物體表面反射的太陽光。
許多增透膜還會有其他排斥水及脂肪的塗層，目的是為了方便清洗。防反射塗層特別適合用在高折射率的鏡片。高折射率玻璃的增透膜比較便宜，也比較簡單。

### 光刻
在微电子技术的光刻工艺中， 增透膜可以减少光斑的畸变。不同的增透膜适用不同的 光致抗蚀剂, 另外，也可以减少驻波，薄膜干涉以及镜面反射

## 类型

### 折射率匹配
最簡單的抗反射塗層形式是由瑞利男爵於 1886 年發現的。由於與環境發生化學反應，當時光學玻璃表面會隨著時間而生成髒污 （页面存档备份，存于）。 Rayleigh 測試了一些舊的、稍微髒污的玻璃片，驚訝地發現它們比新的、乾淨的玻璃片穿透更多的光。取代了空氣-玻璃界面，髒污層形成了空氣-髒污層界面與髒污層-玻璃界面。由於髒污層的折射率介於玻璃和空氣之間，因此這兩個界面中的反射量每一個都比空氣-玻璃界面更少。事實上，這兩個反射的總和小於僅是由空氣-玻璃組成的界面反射，這可以從菲涅耳方程計算出來。
一種方法是使用漸變折射率 (graded-index, GRIN) 抗反射塗層，即折射率幾乎連續變化的塗層。有了這些，就可以在寬頻譜和不同入射角範圍內減少反射。

### 蛾眼
飛蛾的眼睛有一個異常的特性：它們的表面覆蓋著一層天然奈米結構薄膜 （页面存档备份，存于），以消除反射。這使飛蛾不但能黑暗中能看得很清楚，並且也不會因為反射而暴露自己的位置給掠食者。該結構由六邊形凸點圖案組成，每個凸點約高 200 奈米，中心間隔為 300 奈米。這種抗反射塗層之所以有效，是因為凸點小於可見光波長，使得空氣-眼睛組織介質對可見光而言具有連續的折射率梯度 （页面存档备份，存于），進而有效地去除了空氣-透鏡界面反射。人類利用了此效應製造抗反射膜；這是一種仿生學 （页面存档备份，存于）的應用。例如，佳能公司利用蛾眼技術在其次波長結構塗層中顯著減少鏡頭光暈 （页面存档备份，存于）。
這種結構也用於光學元件，例如，由氧化鎢和氧化鐵組成的蛾眼結構可用作光電極，用於分解水以產生氫氣。該結構由數百微米大小的氧化鎢球體組成，上面鍍著數納米的氧化鐵層。

## 理论

### 干扰层
可以认为使用中间层形成抗反射涂层类似于电信号的阻抗匹配技术。 （在光纤研究中使用了类似的方法，有时使用与折射率匹配的油来暂时消除全内反射，以便光可以耦合进或耦合出光纤。）理论上可以通过扩展来进一步减少反射该过程对几层材料，逐渐将每一层的折射率混合在空气的折射率和基材的折射率之间。
然而，实用的抗反射涂层依赖于中间层，不仅因为它直接降低反射系数，而且还利用了薄层的干扰效应。假设精确控制层的厚度，使其恰好是层中光波长的四分之一（λ/4 = λ0/(4n1)，其中 λ0 是真空波长）。然后将该层称为四分之一波涂层。对于这种类型的涂层，当从第二个界面反射时，垂直入射光束 I 将比从第一个表面反射的光束传播其自身波长的一半，从而导致相消干涉。对于较厚的涂层（3λ/4、5λ/4 等）也是如此，但是在这种情况下，由于反射率对波长和入射角的依赖性更强，因此抗反射性能更差。
如果两个光束 R1 和 R2 的强度完全相等，它们将相消干涉并相互抵消，因为它们完全不同相。因此，没有来自表面的反射，并且光束的所有能量都必须在透射光线 T 中。在计算堆叠层的反射时，可以使用传递矩阵方法。

### 原理
许多涂层由透明的薄膜结构组成，具有交替的折射率不同的交替层。 选择层厚度以在从界面反射的光束中产生相消干涉（destructive interference），并在相应的透射光束中产生相长干涉（constructive interference）。